# Obština Borovan
Obština Borovan (bulharsky Община Борован) je bulharská jednotka územní samosprávy ve Vracké oblasti. Leží v severozápadním Bulharsku v Dolnodunajské nížině na úpatí Předbalkánu. Sídlem obštiny je ves Borovan, kromě ní zahrnuje obština 4 vesnice. Žije zde přibližně 5 tisíc obyvatel.

## Sídla
Všechna sídla v obštině jsou samosprávná.
- Borovan (sídlo správy)
- Dobrolevo
- Malorad
- Nivjanin
- Sirakovo

## Sousední obštiny
| Růžice kompasu | Krivodol        | Chajredin |               | Růžice kompasu |
| Růžice kompasu |                 | Sever     | Bjala Slatina | Růžice kompasu |
| Růžice kompasu | Obština Borovan |           | Bjala Slatina | Růžice kompasu |
| Růžice kompasu | Jih             |           | Bjala Slatina | Růžice kompasu |
| Růžice kompasu | Vraca           |           |               | Růžice kompasu |

## Obyvatelstvo
K 15. prosinci 2024 v obštině žilo 5 390 obyvatel a bylo zde trvale hlášeno 5 074 obyvatel. Podle sčítání 7. září 2021 bylo národnostní složení následující:
- Bulhaři: 4 605 (97.7 %)
- Romové: 95 (2.0 %)
- Turci: 3 (0.1 %)
- ostatní[p 2]: 10 (0.2 %)

V období 2011 až 2021 v obštině ubylo 755 obyvatel.